# The Warning (banda)
The Warning é uma banda de hard rock e metal alternativo de Monterrey, no México, iniciada em 2013 por três irmãs, Daniela (guitarra, vocal principal), Paulina (bateria, vocal, piano) e Alejandra Villarreal (baixo, piano, backing vocals), considerada hoje um dos grandes destaques da atualidade no cenário do rock  . Elas ficaram conhecidas pelo cover da música "Enter Sandman" da banda de heavy metal Metallica, em sua página do YouTube, ganhando atenção de artistas como Muse, Metallica e Foo Fighters.

## História
A baterista Paulina Villarreal Vélez foi entrevistada pela publicação Tom Tom Magazine um ano antes de o cover de "Enter Sandman" se tornar popular. O guitarrista do Metallica, Kirk Hammett, elogiou o desempenho de Paulina em "Enter Sandman", afirmando que "A baterista chuta traseiros ao máximo!".
Em 2015, The Warning gravou um EP de seis músicas originais, intitulado Escape the Mind. Na mesma época a banda criou uma campanha no site de financiamento coletivo GoFundMe para participar de um programa de verão na Berklee College of Music. A popularidade do cover de "Enter Sandman" levou a uma participação especial no programa de TV americano  The Ellen DeGeneres Show em 24 de abril de 2015. Graças ao enorme apoio que Ellen mostrou para as meninas e a significativa base de fãs que eles ganharam em suas mídias sociais, elas levantaram o dinheiro necessário. Além de sua página no site GoFundMe, elas receberam financiamento do The Ellen DeGeneres Show e do patrocinador do programa, a rede de lojas de varejo americana Target para "estabelecer um fundo para a faculdade para cada uma das meninas.", segundo um update da campanha no GoFundMe.
O jogo de videogame Rock Band foi um grande influenciador na formação da banda, e duas de suas canções originais são apresentadas no quarto game da franquia, Rock Band 4,; uma música do EP, Free Falling e uma música do álbum de estréia, Survive, que foi lançada como download gratuito como parte da expansão "Rivals" em 2016.
Elas se apresentaram no TEDx "University of Nevada" em janeiro de 2016 (depois de Berklee) e janeiro de 2017 (depois de gravar seu álbum de estréia), contando a história de seu progresso como uma banda de irmãs entre apresentações de suas músicas.
A banda lançou seu álbum de estreia XXI Century Blood em 27 de março de 2017. Nesse mesmo ano, eles se apresentaram como banda de abertura do grupo musical Def Leppard no Forum Arena Monterrey.
O grupo anunciou em 2018 que eles iriam para o Sphere Studios em Los Angeles para gravar seu segundo álbum de estúdio. O álbum, intitulado Queen of the Murder Scene, foi lançado em 25 de novembro de 2018. Ele alcançou altas exibições nas paradas de música rock do iTunes e da Amazon por várias semanas após o lançamento, apesar de ser independente.
O single "Narcisista" foi lançado em 14 de junho de 2019, marcando o primeiro lançamento em espanhol da banda.
O grupo anunciou em 18 de dezembro de 2019, por meio de seu canal oficial no YouTube, que realizaria sua primeira turnê em grande escala na América do Norte em 2020. A turnê deveria incluir 23 datas de shows, começando em 14 de março de 2020 no México, fazendo escalas pelos Estados Unidos e Canadá, terminando no México em 2 de maio de 2020. Mas tirando o show de 14 de março, o resto da turnê teve que ser inicialmente adiada e cancelada devido à pandemia de COVID-19.
Em agosto de 2020, a banda anunciou que havia assinado um contrato com a gravadora americana, Lava Records.
No começo de 2021, anunciaram o termino da mixagem do seu 3º album de estúdio, produzido por David Bendeth. No dia 10 de setembro é lançado o seu cover de Enter Sandman feat. Alessia Cara, sendo a 1º faixa do The Metallica Blacklist. No dia 28 de outubro, a banda lança o seu 2º EP intitulado "MAYDAY", tendo "Choke", "Evolve", "Martirio" e "Disciple" como seus singles.
O seu 3º álbum de estúdio ERROR foi lançado em 24 de junho de 2022 pela Lava Records. A música "MONEY" alcançou o top 40 na parada Billboard Mainstream Rock Airplay. Antes, durante e após o lançamento do álbum, a banda esteve em turnê pelos países da América do Norte (Estados Unidos, Canadá e México) tanto como concertos próprios e como banda de abertura para as bandas Three Days Grace e Halestorm. Um desses principais concertos foi profissionalmente filmado e disponibilizado no Youtube, ao vivo no Teatro Metropólitan, na Cidade do México.
No início de 2023 a banda foi anunciada como banda de abertura para Muse nas 4 datas da turnê deles no México. Muse é a banda que mais influenciou o som da banda, sendo mencionado diversas vezes nas entrevistas delas e ainda depois dos 4 shows no México. Elas foram convidadas novamente na turnê deles em algumas datas na Europa durante a primeira turnê própria delas pelo continente. Durante esse mesmo período a banda lança o single "MORE" e tocam em grandes festivais do continente europeu sendo eles Rock am Ring e Download Festival. Após o fim da turnê europeia, elas fazem uma turnê norte americana nos Estados Unidos e Canadá. Elas foram convidadas como banda de abertura para shows do Guns n' Roses e se apresentaram no MTV Video Music Awards, mesmo não estando concorrendo a nenhuma premiação, performando "MORE" e "EVOLVE". Após isso entraram no estúdio pra gravarem o seu 4º álbum e voltam para fazer mais uma turnê pelos países Latino-americanos, passando pela Argentina, Chile e Colombia. Terminam o ano de 2023 com uma turnê mexicana, sendo um desses shows, a histórica apresentação ao vivo no Pepsi Center WTC, na Cidade do México.

## Membros
- Daniela "Dany" Villarreal - guitarra, piano, vocal principal
- Paulina "Pau" Villarreal - bateria, vocal, piano
- Alejandra "Ale" Villarreal - baixo, piano, backing vocals

## Discografia

### Álbuns de estúdio
XXI Century Blood
Gravadora: Independente
Formato: MP3, CD, LP
Lançamento: 27 de março de 2017
Todas as faixas escritas e compostas por Alejandra Villarreal, Paulina Villarreal, Daniela Villarreal. 
| Versão MP3, LP |                               |         |  |
| N.º            | Título                        | Duração |  |
| 1.             | "XXI Century Blood"           | 3:57    |  |
| 2.             | "Shattered Heart"             | 4:10    |  |
| 3.             | "When I'm Alone"              | 3:29    |  |
| 4.             | "Wildfire"                    | 3:32    |  |
| 5.             | "Black Holes (Don't Hold On)" | 5:02    |  |
| 6.             | "Survive"                     | 5:08    |  |
| 7.             | "Runaway"                     | 3:59    |  |
| 8.             | "Unmendable"                  | 3:35    |  |
| 9.             | "Copper Bullets"              | 3:41    |  |
| 10.            | "Show Me The Light"           | 4:29    |  |
| Duração total: | Duração total:                | 33:04   |  |

Todas as faixas escritas e compostas por Alejandra Villarreal, Paulina Villarreal, Daniela Villarreal. 
| Versão CD |                               |         |  |
| N.º       | Título                        | Duração |  |
| 1.        | "XXI Century Blood"           | 3:57    |  |
| 2.        | "Shattered Heart"             | 4:10    |  |
| 3.        | "Survive"                     | 5:08    |  |
| 4.        | "Wildfire"                    | 3:32    |  |
| 5.        | "Black Holes (Don't Hold On)" | 5:02    |  |
| 6.        | "Our Mistakes"                | 4:15    |  |
| 7.        | "When I'm Alone"              | 3:29    |  |
| 8.        | "Runaway"                     | 3:59    |  |
| 9.        | "Unmendable"                  | 3:35    |  |
| 10.       | "Copper Bullets"              | 3:41    |  |
| 11.       | "Show Me The Light"           | 4:29    |  |
| 12.       | "Exterminated (Live Session)" | 3:24    |  |
| 13.       | "River's Soul (Live Session)" | 4:14    |  |

Queen of the Murder Scene
Gravadora: Nada Mas Records
Formato: MP3, CD, LP
Lançamento: 2018
| Lista de faixas |                                       |                                                              |                                                              |         |  |
| N.º             | Título                                | Letras                                                       | Música                                                       | Duração |  |
| 1.              | "Dust To Dust"                        | Paulina Villarreal, Daniela Villarreal, Alejandra Villarreal | Alejandra Villarreal, Paulina Villarreal, Daniela Villarreal | 3:44    |  |
| 2.              | "Crimson Queen"                       | Daniela Villarreal                                           | Daniela Villarreal, Jake Carmona                             | 4:10    |  |
| 3.              | "Ugh"                                 | Daniela Villarreal, Paulina Villarreal, Alejandra Villarreal | Daniela Villarreal, Paulina Villarreal, Alejandra Villarreal | 4:18    |  |
| 4.              | "The One"                             | Paulina Villarreal, Daniela Villarreal, Alejandra Villarreal | Paulina Villarreal, Daniela Villarreal, Alejandra Villarreal | 4:18    |  |
| 5.              | "Stalker"                             | Paulina Villarreal, Daniela Villarreal, Alejandra Villarreal | Paulina Villarreal, Daniela Villarreal, Alejandra Villarreal | 4:28    |  |
| 6.              | "Red Hands Never Fade"                | Paulina Villarreal, Daniela Villarreal, Alejandra Villarreal | Daniela Villarreal, Paulina Villarreal, Alejandra Villarreal | 3:28    |  |
| 7.              | "The Sacrifice"                       | Paulina Villarreal, Daniela Villarreal, Alejandra Villarreal | Paulina Villarreal, Daniela Villarreal, Alejandra Villarreal | 4:17    |  |
| 8.              | "Sinister Smiles"                     | The Warning                                                  | The Warning                                                  | 4:16    |  |
| 9.              | "Dull Knives (Cut Better)"            | Paulina Villarreal                                           | Paulina Villarreal, Daniela Villarreal, Alejandra Villarreal | 3:07    |  |
| 10.             | "Queen Of The Murder Scene"           | Daniela Villarreal, Paulina Villarreal, Alejandra Villarreal | Daniela Villarreal, Paulina Villarreal, Alejandra Villarreal | 3:54    |  |
| 11.             | "Hunter"                              | The Warning                                                  | The Warning                                                  | 3:40    |  |
| 12.             | "P.S.Y.C.H.O.T.I.C."                  | Paulina Villarreal                                           | Daniela Villarreal, Paulina Villarreal, Alejandra Villarreal | 3:45    |  |
| 13.             | "The End (Stars Always Seem To Fade)" | Paulina Villarreal                                           | Paulina Villarreal, Daniela Villarreal, Alejandra Villarreal | 3:53    |  |

Error
Gravadora: Lava Records / Republic Records
Formato: MP3, CD, LP
Lançamento: 2022
| Lista de faixas |                 |         |  |
| N.º             | Título          | Duração |  |
| 1.              | "Intro 404"     | 0:57    |  |
| 2.              | "Disciple"      | 3:40    |  |
| 3.              | "Choke"         | 3:52    |  |
| 4.              | "Animosity"     | 4:06    |  |
| 5.              | "Money"         | 3:15    |  |
| 6.              | "Amour"         | 3:55    |  |
| 7.              | "Evolve"        | 3:33    |  |
| 8.              | "Error"         | 3:57    |  |
| 9.              | "Z"             | 3:03    |  |
| 10.             | "23"            | 4:00    |  |
| 11.             | "Kool Aid Kids" | 3:23    |  |
| 12.             | "Revenant"      | 4:22    |  |
| 13.             | "Martirio"      | 4:04    |  |
| 14.             | "Breathe"       | 2:49    |  |
| Duração total:  | Duração total:  | 48:49   |  |

### EPs
Escape the Mind
Gravadora: Independente
Formato: MP3, EP, streaming
Lançamento: 2015
| Lista de faixas |                                |                |         |  |
| N.º             | Título                         | Compositor(es) | Duração |  |
| 1.              | "Take Me Down"                 | The Warning    | 4:04    |  |
| 2.              | "Fade Away"                    | The Warning    | 3:19    |  |
| 3.              | "Eternal Love"                 | The Warning    | 3:29    |  |
| 4.              | "Escape The Mind"              | The Warning    | 4:13    |  |
| 5.              | "Free Falling"                 | The Warning    | 3:54    |  |
| 6.              | "Escape The Mind (Piano Only)" | The Warning    | 4:13    |  |
| Duração total:  | Duração total:                 | Duração total: | 23:12   |  |

MAYDAY
Gravadora: Lava Records / Republic Records
Formato: MP3, CD, EP, Streaming
Lançamento: 2021
| Lista de faixas |                |         |  |
| N.º             | Título         | Duração |  |
| 1.              | "DISCIPLE"     | 3:40    |  |
| 2.              | "CHOKE"        | 3:51    |  |
| 3.              | "ANIMOSITY"    | 4:06    |  |
| 4.              | "Z"            | 3:02    |  |
| 5.              | "EVOLVE"       | 3:33    |  |
| 6.              | "MARTIRIO"     | 4:04    |  |
| Duração total:  | Duração total: | 22:19   |  |

### Singles
- "Free Falling" (2015)
- "Narcisista" (2019)[23]
- "Choke" (2021)
- "Evolve" (2021)
- "Enter Sandman" (2021)
- "Martirio" (2021)
- "Disciple" (2021)
- "Money" (2022)
- "MORE" (2023)
- "S!CK" (2024)
- "Hell You Call a Dream"/ "Qué Más Quieres" (2024)
- "Automatic Sun" (2024)
- "Burnout" (2024)